# Alte evangelische Kirche (Steinsfurt)

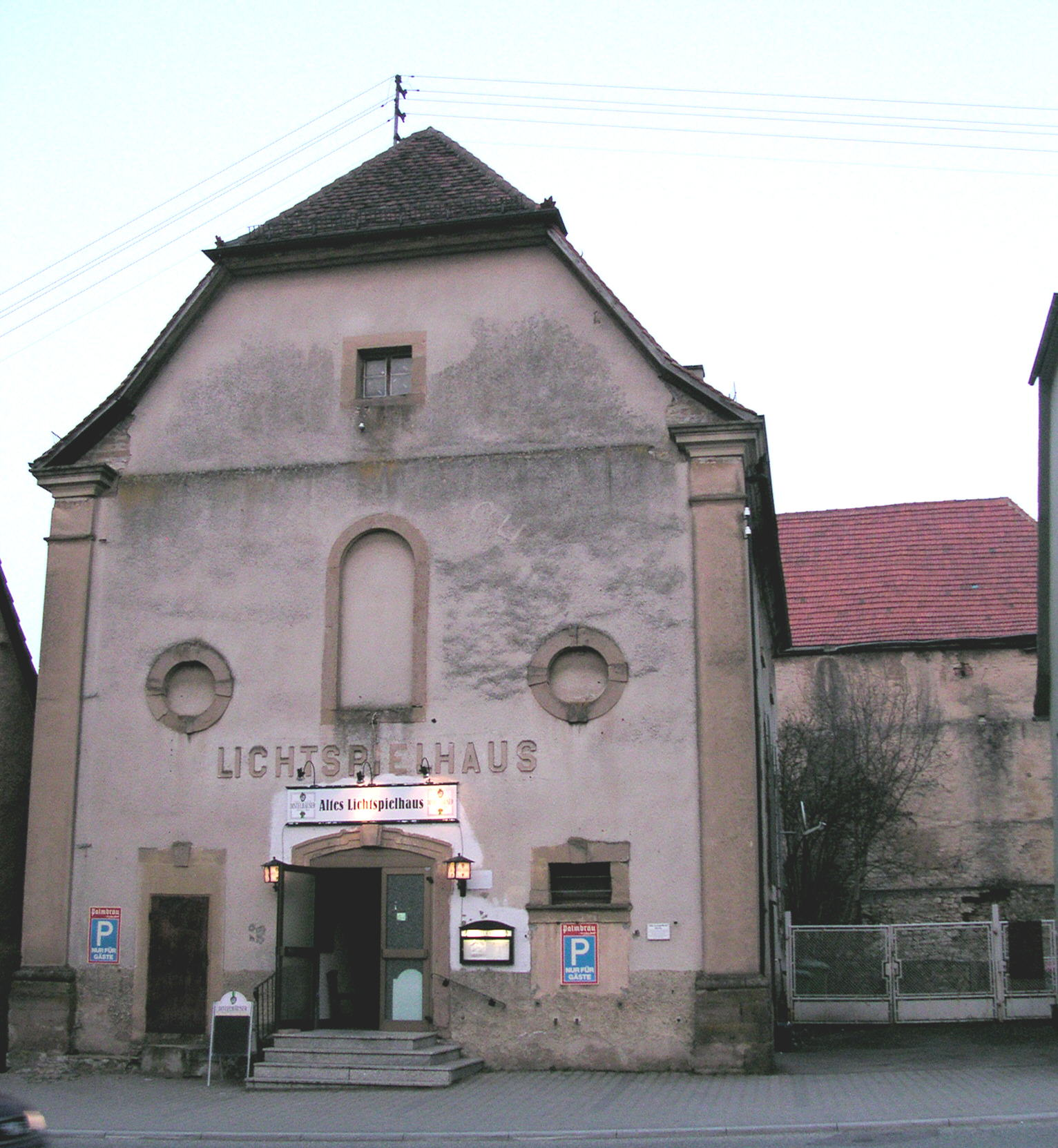
Alte evangelische Kirche in Steinsfurt

Die Alte evangelische Kirche in Steinsfurt, einem Stadtteil von Sinsheim im Rhein-Neckar-Kreis im nördlichen Baden-Württemberg, wurde 1769/71 von der reformierten Gemeinde des Ortes erbaut und bis zur Einweihung der heutigen Evangelischen Kirche 1937 als Kirche genutzt. Das Gebäude steht unter Denkmalschutz.

## Geschichte
Steinsfurt wurde im Zuge der Reformation in der Kurpfalz 1556 reformiert. Ab dem 17. Jahrhundert gab es eine reformierte, eine lutherische und eine katholische Gemeinde. Die historische Kirche des Ortes kam im Zuge der Pfälzischen Kirchenteilung 1705 an die katholische Gemeinde, wurde aber von Lutheranern und Reformierten noch bis in die 1760er Jahre mitbenutzt. Die Lutheraner errichteten 1767 eine eigene Kirche, die Reformierten erbauten ab 1769 das hier besprochene Kirchengebäude. Nach dem Zusammenschluss von Lutheranern und Reformierten zur Evangelischen Landeskirche in Baden wurde die lutherische Kirche 1823 verkauft und die reformierte Kirche von der vereinigten Gemeinde genutzt. Die Kirche war bereits gegen Ende des 19. Jahrhunderts baufällig. 1890 wurde der Dachreiter wegen Baufälligkeit abgerissen. Neubaupläne verzögerten sich aufgrund des Ersten Weltkriegs erheblich, so dass erst 1936 der Grundstein für die heutige Evangelische Kirche gelegt wurde, die die Kirchengemeinde im Folgejahr bezog. Das alte Gebäude wurde anschließend entwidmet.
Nach dem Zweiten Weltkrieg diente das Gebäude zunächst als Flüchtlingsunterkunft, bevor darin eine Schlosserei untergebracht wurde. Später wurde es als Kino („Lichtspielhaus“), als Gasthaus und zuletzt als Kneipe genutzt. Inzwischen steht das Gebäude seit einigen Jahren leer. 2023 interessierte sich eine muslimische Gemeinde für das Gebäude als Versammlungsraum, dieser Plan wurde jedoch verworfen. Für 2025 ist eine ortsbauliche Neuplanung des umliegenden Geländes geplant, in die das Gebäude einbezogen werden soll.

## Glocken
Bei der Fertigstellung der Kirche trug der Dachreiter mindestens eine 175 kg schwere Glocke, die 1771 bei Anselm Franz Speck in Heidelberg gegossen worden war. 1788 kam aus derselben Gießerei eine 310 kg schwere Bronzeglocke hinzu. 1823 übernahm man außerdem die beiden Glocken der lutherischen Kirche, die 1767 und 1788 ebenfalls bei Speck gegossen worden waren. Die ältere hat den Schlagton des‘‘, einen Durchmesser von 59 cm und ein Gewicht von 135 kg, die neuere wog 200 kg. Nach dem Abriss des Glockentürmchens 1890 wurden die Glocken im Speicher der Kirche aufgehängt. Im Ersten Weltkrieg mussten die drei schwersten Glocken abgeliefert werden, es verblieb die Speck-Glocke von 1767. Im Jahr 1922 wurden bei der Glockengießerei Bachert in Karlsruhe zwei 228 und 510 kg schwere Ersatzglocken aus Bronze gegossen. Die Glocken wurden 1936/37 in den Neubau der heutigen evangelischen Kirche übernommen.